# 2024 RW1
2024 RW1, anteriormente conocido bajo su designación provisional CAQTDL2, fue un asteroide o meteoroide de 1 metro de tamaño que golpeó la atmósfera de la Tierra y se quemó sin causar daño el 5 de septiembre de 2024, alrededor de las 00:40 UTC+08:00 (4 de septiembre, 16:40 UTC) sobre el Océano Pacífico occidental cerca de Cagayán, Filipinas. 2024 RW1 es el noveno evento de impacto que se predijo con éxito, que fue descubierto por Jacqueline B. Fazekas en el Catalina Sky Survey financiado por la NASA.

## Observación terrestre
A pesar de la presencia del tifón Yagi en Filipinas, que la Agencia Espacial Europea (ESA) dijo inicialmente que "podría oscurecer la visión del asteroide", varios observadores informaron haber visto la bola de fuego, incluyendo personas que publicaron videos en las redes sociales.